# کارلوس روآ
کارلوس روآ (به انگلیسی: Carlos Roa) (زادهٔ ۱۵ اوت ۱۹۶۹) از دروازه‌بانان پیشین فوتبال آرژانتینی است.
وی در تیم‌های ریسینگ کلاب٬ لانوس٬ رئال مایورکا٬ آلباسته٬ لمپیو بازی کرده‌است و همچنین ۱۶ بازی ملی هم برای تیم ملی فوتبال آرژانتین انجام داده است.